# Klaus Lüderssen
Klaus Lüderssen (* 2. Mai 1932 in Germerode; † 4. Juni 2016 in Frankfurt am Main) war ein deutscher Rechtswissenschaftler und Rechtssoziologe.

## Werdegang
Nach seinem Studium der Rechtswissenschaft an den Universitäten Marburg und Frankfurt am Main legte Lüderssen 1957 das erste juristische Staatsexamen ab. 1962 folgte das Assessorexamen. Im Jahre 1965 wurde Lüderssen mit einer Arbeit „Zum Strafgrund der Teilnahme“ bei Wolfgang Preiser und Friedrich Geerds in Frankfurt promoviert. Die Habilitation erfolgte ebenda 1970 („Erfahrung als Rechtsquelle“).
Danach erhielt er einen Ruf auf einen Lehrstuhl an der Universität Göttingen, bevor er 1971 auf eine C4-Professur nach Frankfurt zurückkehrte, wo er seitdem Strafrecht, Strafprozeßrecht, Rechtsphilosophie und Rechtssoziologie lehrte. Einen Ruf an die Universität Hannover lehnte er 1975 ab.
Neben der Lehre war Lüderssen auch als Strafverteidiger tätig. Im Jahre 2000 wurde er emeritiert.
Lüderssens Lehre zeichnete sich durch eine aufgeklärte und liberale Grundhaltung sowie durch ein großes Interesse an den grundlegenden Bedingungen für das Strafrecht und für das Strafen in einer demokratischen Gesellschaft aus. Seine Studenten führte er anhand der Topoi von „Kriminalität und Kriminalisierung“ in das Strafrecht ein. In den 1970er und 1980er Jahren bemühte er sich in Kooperation mit Fritz Sack um eine Verbindung der Kritischen Kriminologie mit der Rechtswissenschaft. Dieses Projekt kann als gescheitert angesehen werden. Später distanzierte sich Lüderssen von der kritischen Kriminologie Sackscher Ausprägung. Bis Mitte der 1980er Jahre beschäftigte er sich schwerpunktmäßig mit dem Strafvollzug. In dieser Zeit leitete er gemeinsam mit Clemens de Boor und Herbert Jäger das von der Deutschen Forschungsgemeinschaft als Projekt finanzierte Institut für Psychoanalytische Soziotherapie und Kriminalsoziologie. Seit Ende der 1980er Jahre galt sein Interesse den „Produktiven Spiegelungen“ (so ein Buchtitel) von Literatur und Recht.
Lüderssen hat zahlreich publiziert und war Redakteur der Zeitschrift Strafverteidiger.
Klaus Lüderssen lebte in Frankfurt am Main. Er war verheiratet und hatte zwei Kinder.

## Schriften (Auswahl)
Gemeinsam mit Fritz Sack herausgegebene Schriften
- Seminar: Abweichendes Verhalten, Band 1: Die selektiven Normen der Gesellschaft (1975).
- Seminar: Abweichendes Verhalten, Band 2: Die gesellschaftliche Reaktion auf Kriminalität I (1975).
- Seminar: Abweichendes Verhalten, Band 3: Die gesellschaftliche Reaktion auf Kriminalität II (1977).
- Seminar: Abweichendes Verhalten, Band 4: Kriminalpolitik und Strafrecht (1980).
- Vom Nutzen und Nachteil der Sozialwissenschaften für das Strafrecht (Erster und zweiter Teilband 1980).

Weiteres
- Erfahrung als Rechtsquelle. Abduktion und Falsifikation von Hypothesen im juristischen Entscheidungsprozeß (1972)
- Kriminalpolitik auf verschlungenen Wegen. Aufsätze zur Vermittlung von Theorie und Praxis (1981)
- Kriminologie. Einführung in die Problematik von Kriminalität und Kriminalisierung (1984).
- Die Krise des öffentlichen Strafanspruchs (1989).
- Produktive Spiegelungen. Recht und Kriminalität in der Literatur (1991).
- Der Staat geht unter – das Unrecht bleibt? Zur Regierungskriminalität in der ehemaligen DDR (1992).
- Abschaffen des Strafens (1995).
- Genesis und Geltung in der Jurisprudenz (1996).
- Aufgeklärte Kriminalpolitik oder Kampf gegen das Böse? (Hg. – 5 Bände 1998).
- Goethe und die Jurisprudenz (1999).
- Eichendorff und das Recht (2007).
- Das problematische Verhältnis von Effizienz und Wettbewerb im Finanzmarkt (2011)